# 25476 Sealfon
25476 Sealfon è un asteroide della fascia principale. Scoperto nel 1999, presenta un'orbita caratterizzata da un semiasse maggiore pari a 2,3541828 UA e da un'eccentricità di 0,1272481, inclinata di 2,90288° rispetto all'eclittica.